# WDS J12522+1704
WDS J12522+1704 — кратная звезда в созвездии Волос Вероники на расстоянии приблизительно 1087 световых лет (около 333 парсек) от Солнца.

## Характеристики
Первый компонент (32 Волос Вероники (лат. 32 Comae Berenices), HD 111862) — оранжево-красный гигант спектрального класса M0III, или M4, или K5. Видимая звёздная величина звезды — +6,5m. Масса — около 1,84 солнечной, радиус — около 82,684 солнечного, светимость — около 802,428 солнечной. Эффективная температура — около 4493 K.
Второй компонент — коричневый карлик. Масса — около 33,14 юпитерианской. Удалён в среднем на 1,833 а.е..
Третий компонент (33 Волос Вероники (лат. 33 Comae Berenices), HD 111892) — жёлто-белая звезда спектрального класса F5, или F8. Видимая звёздная величина звезды — +7,05m. Масса — около 1,957 солнечной, радиус — около 4,192 солнечного, светимость — около 20,538 солнечной. Эффективная температура — около 6028 K. Удалён на 196,3 угловой секунды.
Четвёртый компонент (BD+17 2549) — оранжевый гигант спектрального класса K5. Видимая звёздная величина звезды — +8,95m. Масса — около 1,296 солнечной, радиус — около 29,345 солнечного, светимость — около 150,212 солнечной. Эффективная температура — около 4109 K. Удалён на 905,4 угловой секунды.
Пятый компонент — красный карлик спектрального класса M. Масса — около 307,11 юпитерианской (0,2932 солнечной). Удалён от четвёртого компонента в среднем на 1,631 а.е..

## Планетная система
В 2019 году учёными, анализирующими данные проектов HIPPARCOS и Gaia, у звезды HD 111892 обнаружена планета HIP 62819 b.